# Hamid Kahram
Hamid Kohram (em persa: حمید کهرام ‎ c. 1958 - 19 de março de 2020) foi um político e veterinário iraniano que serviu como membro do Parlamento Iraniano representando Ahwaz entre 2000 e 2004. Ele também foi Diretor Geral do Escritório de Bolsas de Estudo e Intercâmbio de Estudantes do Ministério da Ciência, Pesquisa e Tecnologia.
Durante a eleição presidencial de 2017, Kohram foi o chefe da campanha de Hassan Rouhani na província do Khuzistão.
Kohram morreu de COVID-19 no dia 19 de março de 2020.